# Agoaspirato del midollo emopoietico

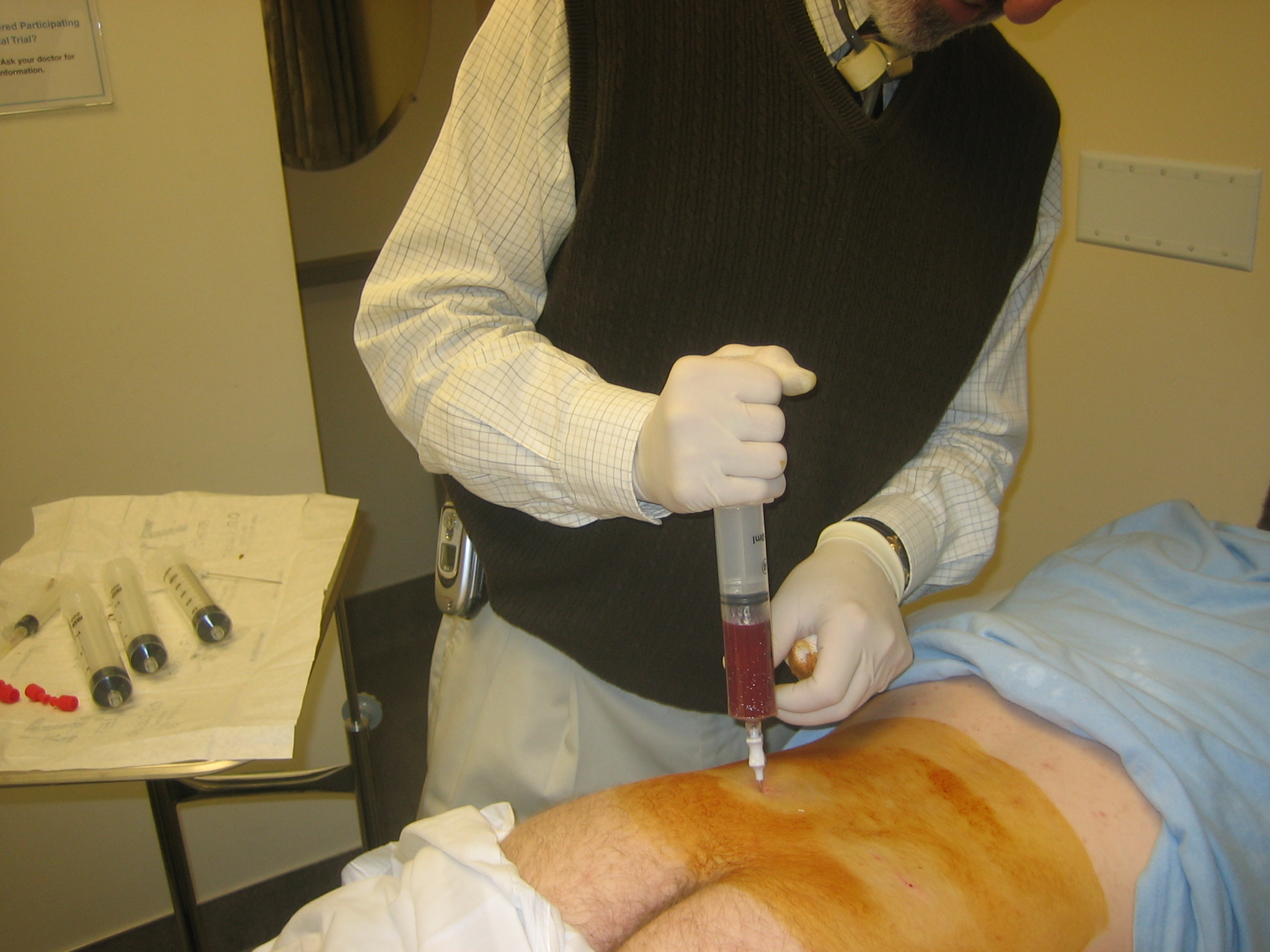
Esecuzione di un agoaspirato del midollo emopoietico

L'agoaspirato del midollo emopoietico è un esame che consiste in un prelievo di una porzione di tessuto e di sangue midollare che vengono analizzati al microscopio.

## Anatomia
Il midollo emopoietico o midollo osseo, è localizzato all'interno di molte ossa (vertebre, coste, cranio, ossa lunghe) nella zona centrale, la cosiddetta parte "spugnosa". In questa zona le cellule emopoietiche sono frammiste a grasso e ad altri tipi di celle che formano un tessuto di sostegno e nutrizione delle cellule emopoietiche, lo stroma.    
Il midollo emopoietico è deputato alla produzione ed alla maturazione delle cellule del sangue: globuli rossi, globuli bianchi e piastrine. Il processo di produzione delle cellule del sangue è piuttosto complesso e, a partire da cellule progenitrici, si compone di diverse tappe e fasi maturative. Tale processo prende il nome di emopoiesi, termine che deriva dal greco e significa letteralmente produzione del sangue.

## Indicazioni all'esame
L'effettuazione dell'agoaspirato midollare è indicata in caso di:
- Emopatie (leucemie, linfomi, mielomi[3])
- Citopenie (pancitopenie, trombocitopenie, leucopenie, anemie)
- Lesioni scheletriche patologiche (plasmocitomi, tumori ossei)
- Tumori con associata invasione midollare
- Malattie infettive associate ad invasione midollare[4]
- Febbre di origine sconosciuta
- Raccolta di cellule staminali per esecuzione di un trapianto

## Procedura del prelievo
L'agoaspirato del midollo può essere effettuato da diverse ossa. Nei soggetti adulti il punto più utilizzato è la cresta iliaca anteriore o posteriore (medesima sede della biopsia ossea). L'agoaspirato può però essere effettuato anche da ossa più sottili. Un osso molto utilizzato è lo sterno, che per lo spessore minore non è invece adeguato per essere sottoposto a biopsia. Il prelievo dallo sterno è anche conosciuto anche con il nome di "puntura sternale". In età pediatrica si possono utilizzare anche altre ossa. L'agoaspirato si differenzia dalla biopsia del midollo osseo per l'utilizzo di un ago molto più sottile cui è collegata una siringa con cui si effettua il prelievo. Nell'agoaspirato inoltre non si attua l'incisione della cute. Si tratta quindi di un'operazione meno invasiva e meno dolorosa.
La cute va preventivamente disinfettata, quindi si procede ad anestetizzare localmente la pelle e la parte più esterna dell'osso che è stato scelto per l'esecuzione del prelievo.

L'ago viene raccordato con una normale siringa e quindi inserito in profondità nell'osso (circa un paio di centimetri). In questa fase il paziente per pochi secondi può avvertire una lieve fitta. Si procede quindi ad aspirare il sangue midollare che viene successivamente strisciato su appositi vetrini, colorato ed osservato al microscopio. Eseguendo un aspirato midollare si ottiene tessuto midollare frammisto a sangue periferico: sarà questo il materiale che verrà valutato dall'anatomopatologo.

## Rischi
L'agopuntura dello sterno comporta alcuni rischi noti.  In letteratura sono segnalati alcuni gravi incidenti come la perforazione del mediastino e la lacerazione della arteria mammaria interna. Per questo motivo oggi molti preferiscono ricorrere all'agoaspirato di altre ossa ricche di midollo rosso. Negli Stati Uniti d'America la sede preferita per il prelievo è la cresta iliaca.